# Borovice šupinatá
Borovice šupinatá (Pinus squamata) je čínská čtyř- a pětijehličná borovice, považovaná za nejvzácnější a nejohroženější borovici světa.

## Popis
Je to stálezelený, jehličnatý, rychle rostoucí strom, dorůstající do dosud neznámé výšky, protože nebyli objeveni žádní dospělí jedinci. Stávající, ještě plně nedorostlí jedinci měří přibližně 15-20 m. Kmen je přímý. Větve jsou světle šedé a hladké. Koruna je kuželovitá. Borka je u mladých stromů hladká a šedozelená, u starších stromů odloupávající se a tmavohnědá, vnitřní borka je světlá. Letorosty jsou červenohnědozelené, hladké nebo hustě pokryté žlutošedohnědými jemnými chlupy. Zimní pupeny jsou červenohnědé, vejčité, pryskyřičnaté, s trojúhelníkově kopinatými šupinami.
Jehlice jsou štíhlé, pokleslé, rozmístěné na okrajích větví, na horních površích leskle zelené, na všech třech površích s bílými proužky průduchů. Vyrůstají ve svazečcích po 4-5, jsou 9-17 cm dlouhé a 0,8 mm široké, na okrajích nepatrně vroubkované, s 3-5 pryskyřičnými kanálky a s jedním cévním svazkem. Svazečkové pochvy jsou většinou opadavé, pouze nejmenší šupiny pochev někdy přetrvávají.
Samičí (semenné) šištice – šišky (Megastrobilus) jsou kuželovitě vejčité, na 1,5-2 cm dlouhých stopkách, 9 cm dlouhé a 6 cm široké, ve zralosti rozevíravé. Zprvu jsou zelené, dozráváním se mění na červenohnědé. Šupiny šišek jsou obdélníkově eliptické, 2,7 cm dlouhé a 1,8 cm široké. Výrůstky (Apophysis) jsou zesílené, ploché či mírně vyvýšené, s příčným hřebenem, matně hnědočerné. Přírůstek prvního roku (Umbo) je horní, snížený, s 1 mm velkým ostrým trnem. Semena jsou černá, podélně rýhovaná, obdélníková či obvejčitá a 4-5 mm dlouhá. Křídla semen jsou ohebná, černě rýhovaná a 16 mm dlouhá. K opylení dochází v dubnu až květnu. Semena dozrávají v září až říjnu druhého roku.

## Výskyt
Strom se vyskytuje endemicky v Číně (v okresu Qiaojia, v prefektuře Čao-tchung, v provincii Jün-nan).

## Ekologie
Populace borovice šupinaté roste v nadmořské výšce 2200 m na odlesňováním narušeném horském svahu, v půdách břidlicového původu, ve smíšeném lese s borovicí Pinus yunnanensis a také s borovicí Pinus armandii a s dalšími rostlinami.

## Využití člověkem
Podle zdroje byla borovice šupinatá místně využívána pro řezivo a jako zdroj palivového dříví, podle IUCN nikoliv.
Mimo Čínu není strom pěstován.

## Ohrožení
Kriticky ohrožený strom, tendence jeho populace není známá. Celá populace borovice šupinaté je tvořena 29 jedinci, z toho 18 stromů plodí šišky. Strom byl objeven v dubnu 1991. Ve velmi silné zimě v roce 2008 zahynuli 3 dospělí jedinci tohoto stromu v důsledku velkého množství sněhu. Přírodní regenerace borovice šupinaté je velmi omezená a procento přežití semenáčů stromu je nízké. Celá populace je velmi malá, je proto extrémně ohrožena nahodilými jevy jako například lesními požáry, velkým množstvím sněhu a dalšími vlivy, navíc proměnlivost populace stromu je nízká a dochází zde ke genetickému ohrožení inbreedingem. Též existují obavy z křížení s Pinus yunnanensis. Borovice šupinatá je přísně chráněna, pro záchranu je strom místně rozmnožován, oblast jeho výskytu byla prohlášena za přírodní rezervaci a je zde přísný zákaz kácení. Probíhají také programy ex situ a je plánováno budoucí znovuvysazování tohoto stromu.